# Żelechlinek (gmina)
Żelechlinek est une gmina rurale du powiat de Tomaszów Mazowiecki, Łódź, dans le centre de la Pologne. Son siège est le village de Żelechlinek, qui se situe environ 23 km au nord de Tomaszów Mazowiecki et 40 km à l'est de la capitale régionale Łódź.
La gmina couvre une superficie de 92,01 km2 pour une population de 3 470 habitants.

## Géographie
La gmina inclut les villages de Brenik, Budki Łochowskie, Bukowiec, Chociszew, Czechowice, Czerwonka, Dzielnica, Feliksów, Gawerków, Gutkowice, Gutkowice-Nowiny, Ignatów, Janów, Józefin, Julianów, Karolinów, Kopiec, Lesisko, Łochów Nowy, Łochów Stary, Lucjanów, Modrzewek, Naropna, Nowe Byliny, Nowiny, Petrynów, Radwanka, Sabinów, Sokołówka, Stanisławów, Staropole, Świniokierz Dworski, Świniokierz Włościański, Teklin, Władysławów, Wola Naropińska, Wolica, Żelechlin et Żelechlinek.
La gmina borde les gminy de Budziszewice, Czerniewice, Głuchów, Jeżów, Koluszki, Lubochnia et Rawa Mazowiecka.